# Cymatium testudinarium
Cymatium testudinarium är en snäckart som först beskrevs av Adams och Reeve 1848.  Cymatium testudinarium ingår i släktet Cymatium och familjen Ranellidae.

## Underarter
Arten delas in i följande underarter:
- C. t. rehderi
- C. t. testudinarium